# سيباستيان هيل
سيباستيان هيل (بالألمانية: Sebastian Hille)‏ هو لاعب كرة قدم ألماني، ولد في 19 أكتوبر 1980 في زوست في ألمانيا. لعب مع أرمينيا بيليفيلد وبوروسيا دورتموند 2 وروت فايس آهلن ونادي بوخوم.

## وصلات خارجية
- سيباستيان هيل على موقع قاعدة بيانات كرة القدم.إي يو (الإنجليزية)
- سيباستيان هيل على موقع بيانات كرة القدم. دي إي (الألمانية)
- سيباستيان هيل على موقع عالم كرة القدم.نت (الإنجليزية)